# Кар'єр Ленгенбах

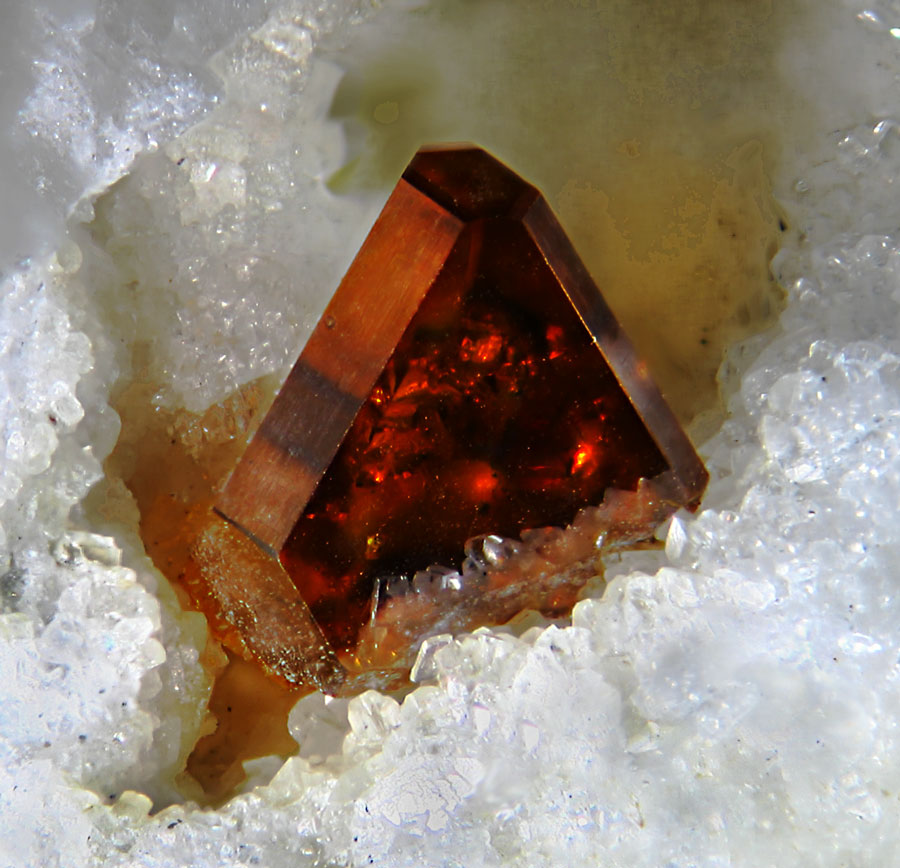
Кристал сфалериту на доломіті, Ленгенбах.

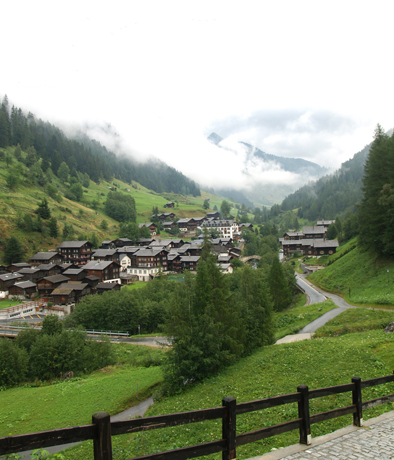
Поселення в долині Біннталь.

Кар'єр Ленгенбах — доломітовий кар'єр, типова місцевість для 48 мінералів. Розташований у долині Бінн (Вале, Швейцарія) і відомий серед мінералогічної спільноти своїми незвичайними зразками мінералів сульфосолі.
Доломітове родовище кар'єру знаходиться в долині Біннталь — невеликій долині на південному заході Швейцарії в швейцарському кантоні Вале. На південь від нього розташована Італія.
Мінералогію цієї місцевості вивчають майже 200 років.